# David Lammers
 (janvier 2019).
Si vous disposez d'ouvrages ou d'articles de référence ou si vous connaissez des sites web de qualité traitant du thème abordé ici, merci de compléter l'article en donnant les références utiles à sa vérifiabilité et en les liant à la section « Notes et références ».
David Lammers, né le 13 février 1972 à Zeist,, est un réalisateur, producteur et scénariste néerlandais.

## Filmographie
- 2001 : De laatste dag van Alfred Maassen
- 2002 : Oud en nieuw (nl)
- 2003 : Sur la grand-route
- 2004 : Snacken
- 2005 : Veere
- 2005 : Allerzielen (nl)
- 2005 : Gedichten uit Zee
- 2006 : Langer licht (nl)
- 2010 : Bellicher
- 2011-2012 : Van God los (nl)
- 2014-2015 : Force
- 2016 : Eng